# رونالد أستون
رونالد أستون (بالإنجليزية: Ronald Aston)‏ هو مهندس أسترالي، ولد في 23 يوليو 1901، وتوفي في 7 سبتمبر 1969.